# Zorana Arunović
Zorana Arunović (em sérvio:  Зорана Аруновић; Belgrado, 22 de novembro de 1986) é uma atiradora esportiva sérvia.

## Carreira
Arunović se interessou por tiro por causa de sua irmã mais velha Jelena. Ela começou a treinar em 2001 no clube de tiro Policajac, e depois se mudou para SK Crvena Zvezda.
Ela ganhou medalha de prata por equipe no evento júnior no Campeonato Europeu de Eventos de 10 m em 2004 em Győr, e medalha de bronze por equipe no ano seguinte em Tallinn, respectivamente. Ela ganhou ouro individual e por equipe no mesmo evento em 2006 em Moscou. Mais tarde no ano, Arunović ganhou ouro individual na pistola de 25 m e bronze por equipe na pistola de ar de 10 m em eventos júnior no Campeonato Mundial de Tiro de 2006 em Zagreb. Nos Jogos do Mediterrâneo de 2009 em Pescara, ela ganhou medalha de ouro na pistola de ar de 10 m.
Arunović fez sua descoberta em 2010, quando ganhou a medalha de ouro individual na pistola de ar 10 m, e prata individual e por equipe na pistola 25 m, ao lado de sua irmã Jelena e da lendária atiradora esportiva Jasna Šekarić, no Campeonato Mundial de Tiro de 2010 em Munique. A vitória também a tornou a primeira atleta mulher a garantir a cota para a Sérvia nas Olimpíadas de Verão de Londres 2012. Em setembro de 2010, ela subiu para o primeiro lugar no ranking mundial da ISSF na pistola de ar 10 m feminina. No final do ano, ela foi nomeada Esportista Sérvia do Ano pelo Comitê Olímpico da Sérvia. Arunović recebeu o "prêmio de maio" da associação esportiva da Sérvia em 2011. Ela ganhou uma medalha de prata na pistola 25 m na Universíade de Verão de 2011 em Shenzhen.
Arunović terminou em 4º lugar na pistola 25 metros feminina e em 7º lugar na pistola de ar 10 metros feminina nas Olimpíadas de Verão de 2012 em Londres. Ela competiu nas Olimpíadas de Verão de 2016 no Rio nas provas de pistola de ar 10 metros feminina e pistola 25 metros feminina, mas não conseguiu avançar para a final. Em 2021, ela competiu em três eventos nas Olimpíadas de Verão de 2020 em Tóquio, incluindo o novo evento de pistola de ar comprimido mista de 10 metros, onde se juntou ao parceiro de longa data Damir Mikec para terminar em 4º lugar.
Nos Jogos Olímpicos de Verão de 2024, em Paris, conquistou a medalha de ouro na competição da pistola de ar 10 m misto por equipes, ao lado de Damir Mikec.